# Molí flotant
Un molí flotant és un molí hidràulic instal·lat en un vaixell en el curs d'un riu, per on es pot desplaçar per a aprofitar millor els corrents. El seu primer ús registrat es remunta a mitjans del segle vi en Itàlia. Estaven instal·lats en els rius que fluïen a través de les ciutats, però perquè molestaven el trànsit de vaixells es va reglamentar el seu nombre i posició. Els molins flotants va desaparèixer en la segona meitat del segle xix a causa d'un augment del trànsit fluvial i el desenvolupament dels molins moderns.

## Descripció
Un molí flotant es presenta com una mena de vaixell de paletes rústic, però funciona exactament al revés: la roda hidràulica no mou el vaixell. El molí flotant és estacionari i el corrent del riu fa girar les paletes de la roda (o rodes) per accionar les moles d'un molí, o una serra en el cas de una serradora.
Els molins flotants busquen un fort corrent enmig d'un riu o sota un pont com el pont aux Meuniers de París. Estan immobilitzats per una àncora al fons del riu o per cadenes unides a la riba del riu o en un pilar d'un pont.
L'avantatge del molí flotant és que és capaç de moure's per a cercar un fort corrent. El seu desavantatge és un rendiment energètic inferior a un molí de vent fix i un accés que no sempre era fàcil. Un altre inconvenient és la molèstia de la navegació, que sovint provocava accidents i judicis, sobretot quan un vaixell colpejava contra la cadena submergida de fixació del molí. En 1783 l'Intendance de Bordeus que designava la ubicació dels molins flotants i regulava les seves activitats, va informar que dels 22 molins flotants, 8 estaven en un lloc determinat, 4 no interferien a la navegació i 10 eren un obstacle.
Hi ha molts models de molins flotants:
- Amb només una roda en un costat de l'embarcació; de vegades amb un foraine o foirine, un petit vaixell-flotador situat més enllà de la roda per evitar que pivotés el vaixell.
- Amb una roda en cada costat.
- Amb doble casc, com un catamarà, amb la roda entre els dos cascs.

## Tecnologia
S'instal·lava una roda hidràulica entre una barcassa i un bot, que era impulsada pel corrent del flux d'aigua. També hi ha evidència de molins d'aigua amb dues rodes més estretes a cada costat del casc del vaixell, similar a un antic vaixell de vapor. La plataforma flotant estava ancorada en el punt més intens del corrent, lligada a la riba o als pilars d'un pont per facilitar l'accés al molí.

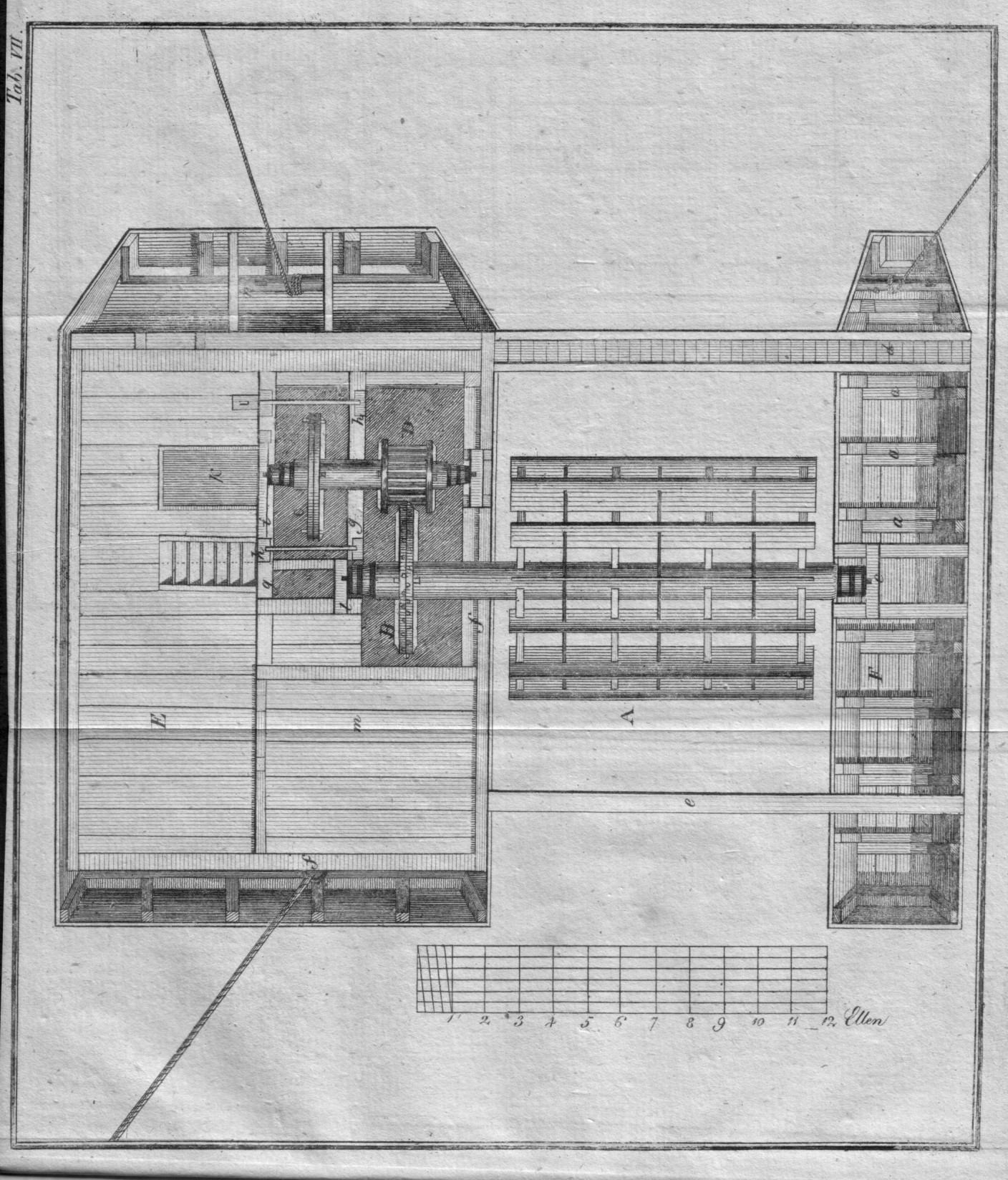
Molí flotant (dibuix 1 de H. Ernst, 1805)
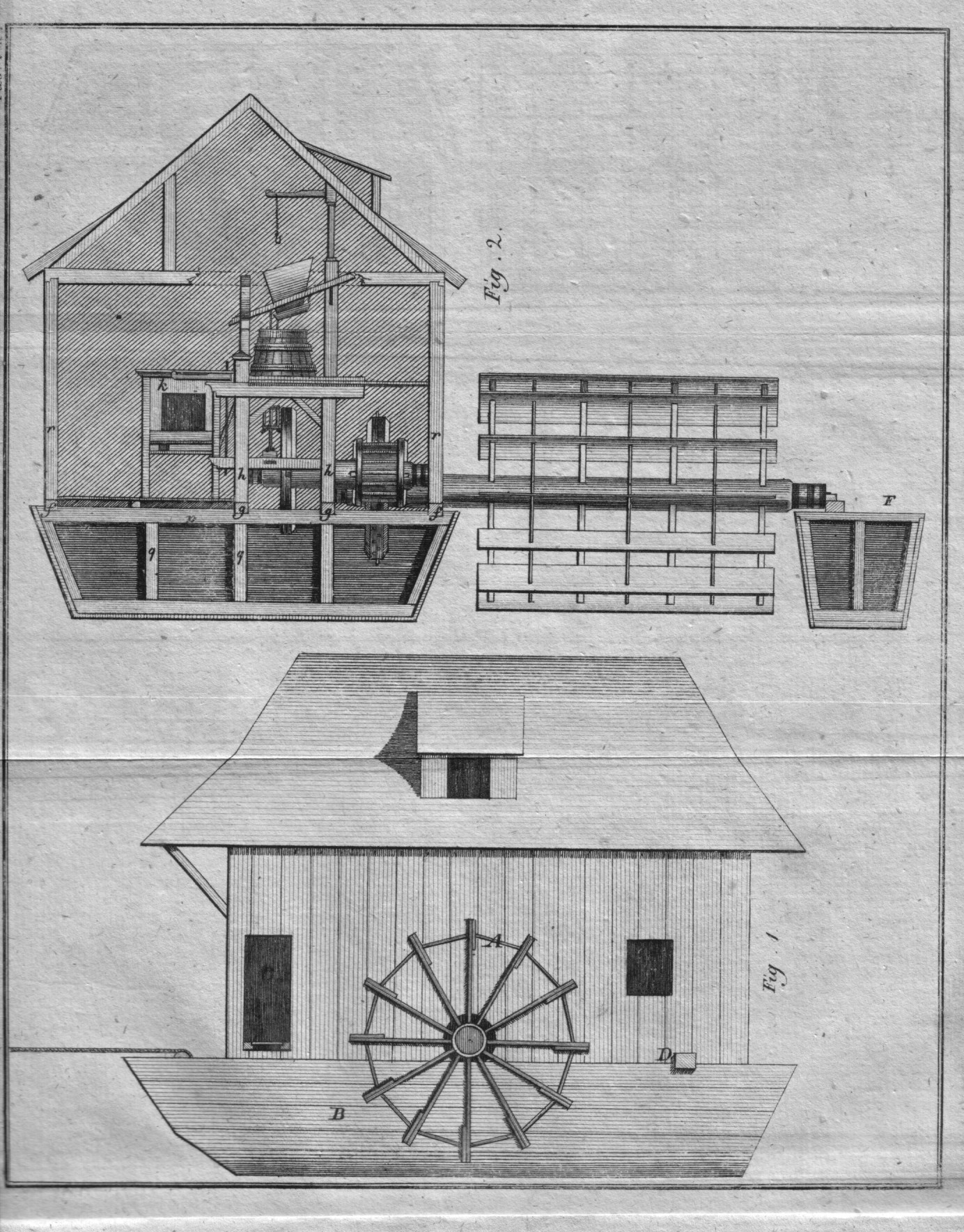
Molí flotant (dibuix 2 de H. Ernst, 1805)
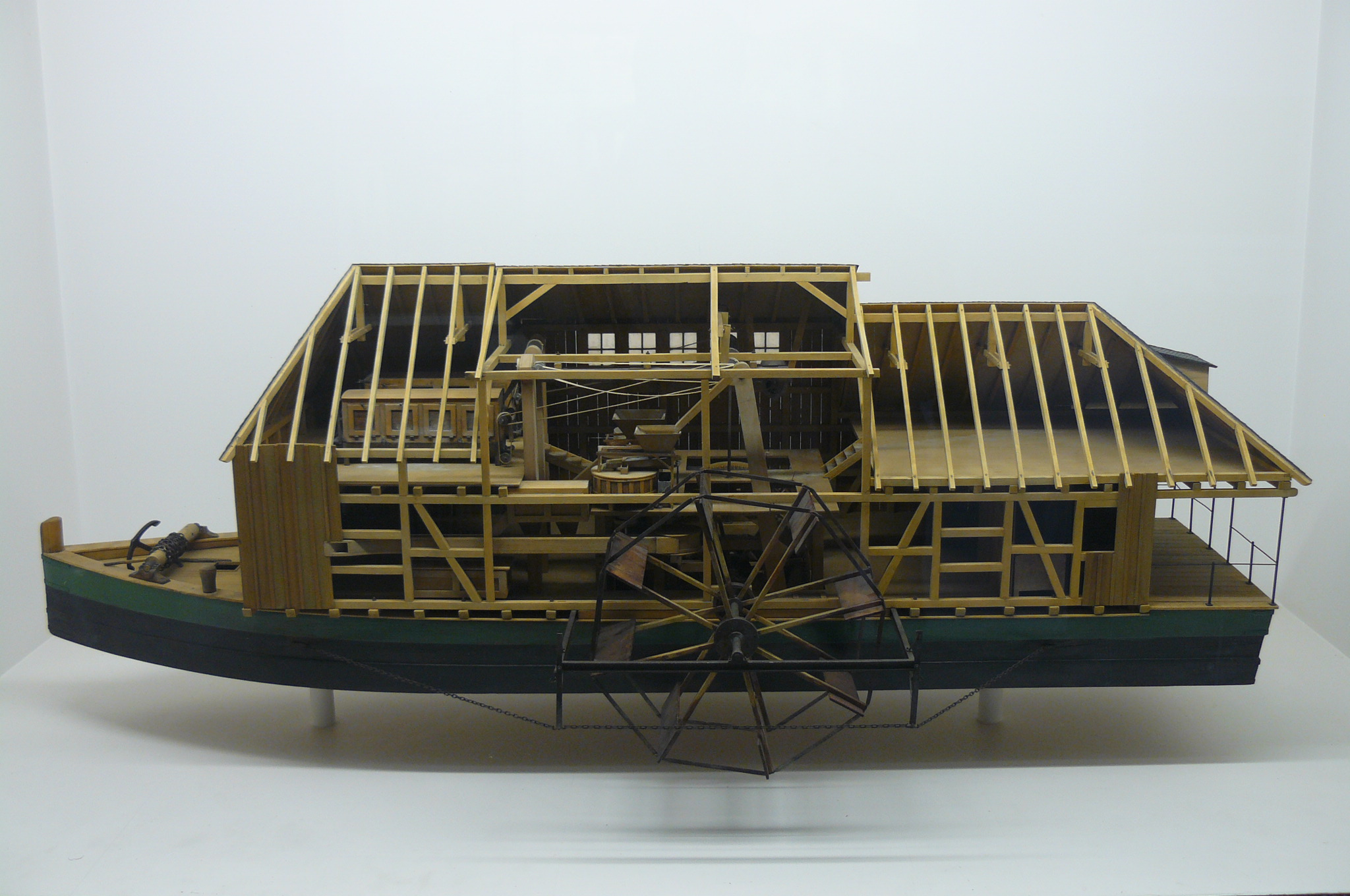
Maqueta de molí flotant alemany, usat prop de Magúncia en 1819

La flotabilitat permet al molí operar amb la mateixa potència tot i els canvis en els nivells d'aigua. L'eficiència del molí pot coincidir amb la d'un molí hidràulic estàndard. Potencialment, els molins flotants poden funcionar a temps complet, ideal per a les tasques que demanen una potència constant.
Els molins flotants es poden moure quan és necessari (per transportar, inundacions, gel) a la riba. Els molins flotants de l'Europa Central eren, com la majoria dels molins d'aigua i vent, propietat dels senyors o monestirs. No s'han mantingut els molins a l'Europa Central perquè es van convertir en un obstacle per als vaixells amb l'arribada del trànsit fluvial.
Els molins flotants, que eren construïts gairebé enterament en fusta, podien ser estructures impressionants. Generalment tenien entre 10 i 15 metres de llarg, mentre que els molins més llargs descrits van mesurar 20 metres i més. Generalment, el casc gran tenia generalment entre 5 i 8 metres d'ample,i el pontó 2 a 3 metres. Tots dos eren construïts generalment en forma rectangular. Un molí flotant podria tenir més de 6 metres d'alt i alguns tenien dos o tres pisos. No obstant això, mentre que alguns molins flotants eren enormes i excepcionalment ben fets a mà, altres eren una mica petits i de vegades de construcció senzilla. L'esperança de vida d'un molí flotant podia ser entre 30 i 50 anys i la roda durava una dècada. Però alguns molins flotants no van durar tant, podrint-se el seu interior o simplement desfent-se.

## L'ús dels molins flotants
A partir del segle xv en endavant, molts molins hidràulics convencionals van començar a fer tasques diferents de la molta de cereals, però la majoria dels molins flotants no ho van fer. Gairebé tots ells eren molins de blat, però va haver-hi unes poques excepcions. Karel Broes, l'autora flamenca d'una monografia de 2003, descriu alguns molins flotants de paper, serradores, molins drapers, molins d'oli, polidores, molins d'encunyació i molins de cotó. Alguns dels molins flotants més recents van acabar la seva vida com a generadors d'energia elèctrica.
Joseph Needham cita en la seva obra sobre la història de la tecnologia xinesa a un escriptor xinès del segle xvi que es descriu els martells pilons muntats en molins flotants per fer paper:
| « | A Liang-chiang hi ha molts molins flotants, que treballen amb el principi que l'aigua mou les rodes, i estan tots ancorats en el corrent de l'aigua. Les operacions de molta, colpeig, i tamisat es duen a terme per l'ús de l'energia de l'aigua. Els molins fan un soroll «ia-ia, ia-ia» incessant. | » |

## Distribució geogràfica

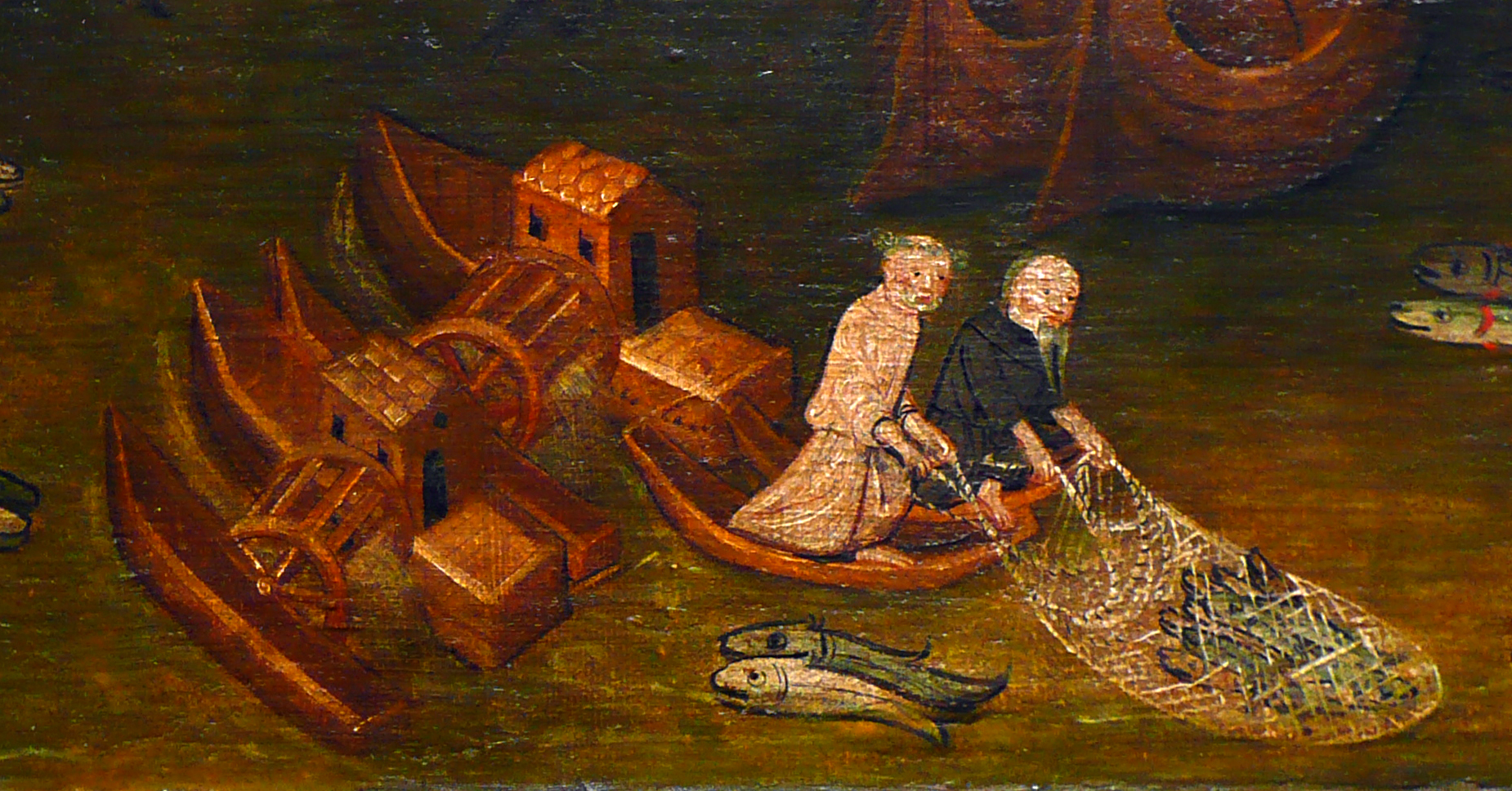
Molí flotant en el Rin, a Colònia (~1411)

Es van utilitzar molins flotants en la majoria dels principals rius europeus.
- Elba: fins a 1911.
- Rin: entre Estrasburg i Magúncia entre els segles IX i XII.
  - L'any 1863, a Magúncia, encara hi havia 17 molins de barca ancorats aigües avall prop del pont sobre el Rin que unia Magúncia i Castel.[4][5]
- Danubi: en Regensburg, mencionat en 1493; entre Viena i Kaisermühlen; en Orth an der Donau (en la Baixa Àustria).
- Mura: en Àustria, Eslovènia, Croàcia i Hongria.
- Weser: Minden, mencionat en 1326.[6]
- Tiber: en Roma.
- Po[7][8]
- Sena: en París, a prop o sota els ponts.
- Marne, Garona, Roine[9] i Loira, a França, fins al 1850.
- Kura: Tbilisi, des de principis del segle x fins al 1920-1930.
- A la península Ibèrica cal recordar l'existència de molins flotants als rius Ebre, Segura, Llobregat, Cinca i altres.
  - Al-Idrissí, cap a l'any 1161, va informar de l'existència de molins flotants a Saragossa Múrcia i Tudela.[10]
  - A la segona part del Quixot, El ingenioso caballero don Quijote de la Mancha (1615), en el capítol 29 (De la famosa aventura del barco encantado), hi ha esment d'un molí enmig del riu Ebre, prop de Saragossa. No és clar si els ginys en qüestió, “azeñas”, eren flotants o fixes.[11][12]

A la regió del Loira, els molins flotants eren coneguts com a «moulin à bac»; el bac era un dels dos elements flotants que enmarcaven la roda hidràulica. En 1785 havien catorze molins flotants en Orleans.
Els termes alemanys «Schiffsmühle» i «Schiffmühle» no estan clarament definits, i en la literatura s'utilitzen normalment tots dos. Tots dos noms són equivalents i coexisteixen, però en les zones del sud d'Alemanya i dels Alps s'utilitza la primera ortografia (Schiffs-) per a «molí flotant».

### Molins flotants a Catalunya

#### Riu Ebre
A l'actual Ribera d'Ebre hi ha constància de tres molins fariners flotants (coneguts com a molins de barca), que van funcionar fins a la fi del segle xix:
- un a Ascó - Vinebre - La Torre de l'Espanyol
- un a Flix - La Palma
- un a Miravet - Rasquera - Ginestar - Benissanet.

Prop de Tortosa hi ha documentació de 1870 d'un molí fariner de Josep Maria Piñol i Navas. A Tortosa hi havia molins flotants des de l'època àrab. Abu-Yahya al-Qazwiní, abans de 1280, els va esmentar en la seva Geografia.
Una tesi doctoral de l'any 2006 dona detalls sobre el molí flotant de Flix (que va durar fins a 1910, aproximadament), el de Vinebre i el d'Aldover.
Els molins flotants estaven instal·lats sobre dos llaüts de diferent grandària dins al riu (sistema molt semblant al de les barques de pas), eren de titularitat senyorial, i es reservaven els drets senyorials dominicals. Els vassalls estaven obligats a anar-hi a moldre, i a fer-hi les obres i els treballs necessaris per al seu funcionament. A final del segle xiv, un dels costums de la comanda d'Ascó diu: «Tots devien tenir cura del molí fariner senyorial, instal·lat sobre el riu, pujar-lo i baixar-lo, segons els corrents de l'aigua, o treure'l, si convé; i sempre gratuïtament». Aquesta dura feina, en molts casos, ho feien els sarraïns.
Al voltant del segle xvi, les propietats dels molins es van transferir a les Universitats (comunitats o pobles), o bé es van reduir els imposts, a més de permetre la construcció d'altres molins i la llibertat als vassalls d'anar a moldre el gra on volguessin. Tot i això, a la batllia de Miravet, segons una concòrdia concertada el 3 de gener de 1525, es decideix «que si els veïns volen anar a moldre a aquell molí senyorial pagaran la vint-i-quatrena part d'allò que molguin». Posteriorment, al Capbreu de 1606, és descriu «la llibertat dels vassalls d'anar a moldre al molí, tot hi que per aquesta llibertat hauran de pagar una faneca de gra, en mesura de Lleida, (aproximadament 27'958 litres o 31 Kg) el dia o festa de Mare de déu d'Agost, que cada Universitat podrà alliberar d'aquest impost una de cada deu cases, i que en tot cas hauran de pagar-ho tots aquells veïns que visquin al poble el dia de Sant Joan del més de juny».
Posteriorment, al llarg del segle xviii i del segle xix, s'arrendaren o se cediren a particulars, fins que caigueren en desús a la fi del segle xix, possiblement pel cost del seu manteniment i l'evolució pròpia de l'època.

#### Riu Llobregat
Hi ha un treball que tracta dels molins medievals al baix Llobregat.
- 1316. L'any 1290 el rei Alfons II va concedir el permís per a construir dos molins al riu Llobregat a Guillem de Lacera, en les seves terres de Sant Boi. El rei Jaume II va renovar la llicència l'any 1316, especificant que els molins podien ser sobre barques o sobre estaques.

| «                                                | (llatí) ...quod quandoqumque volueritis vos vel vestri possitis construere dicta duo molendina bladeria intus dictum flumen Lupricati sive in barcha sive in palis fixis... | (català) ... quan vulgueu, vos o els vostres, podeu construir els dos molins esmentats en el riu Llobregat, sobre barca o sobre estaques... | » |
| — ACA, Cancelleria, registre 213, f. 190 v i ss. | | |   |

- 1334. Autorització per a un molí de barca per a Bernat Despalau, porter del rei.
- 1451. Gaucelm Marquès
- 1452. Barca del molí anomenada Sant Cristòfol
- 1463. Notari barceloní Joan Casagualda

## Càrrega i descàrrega

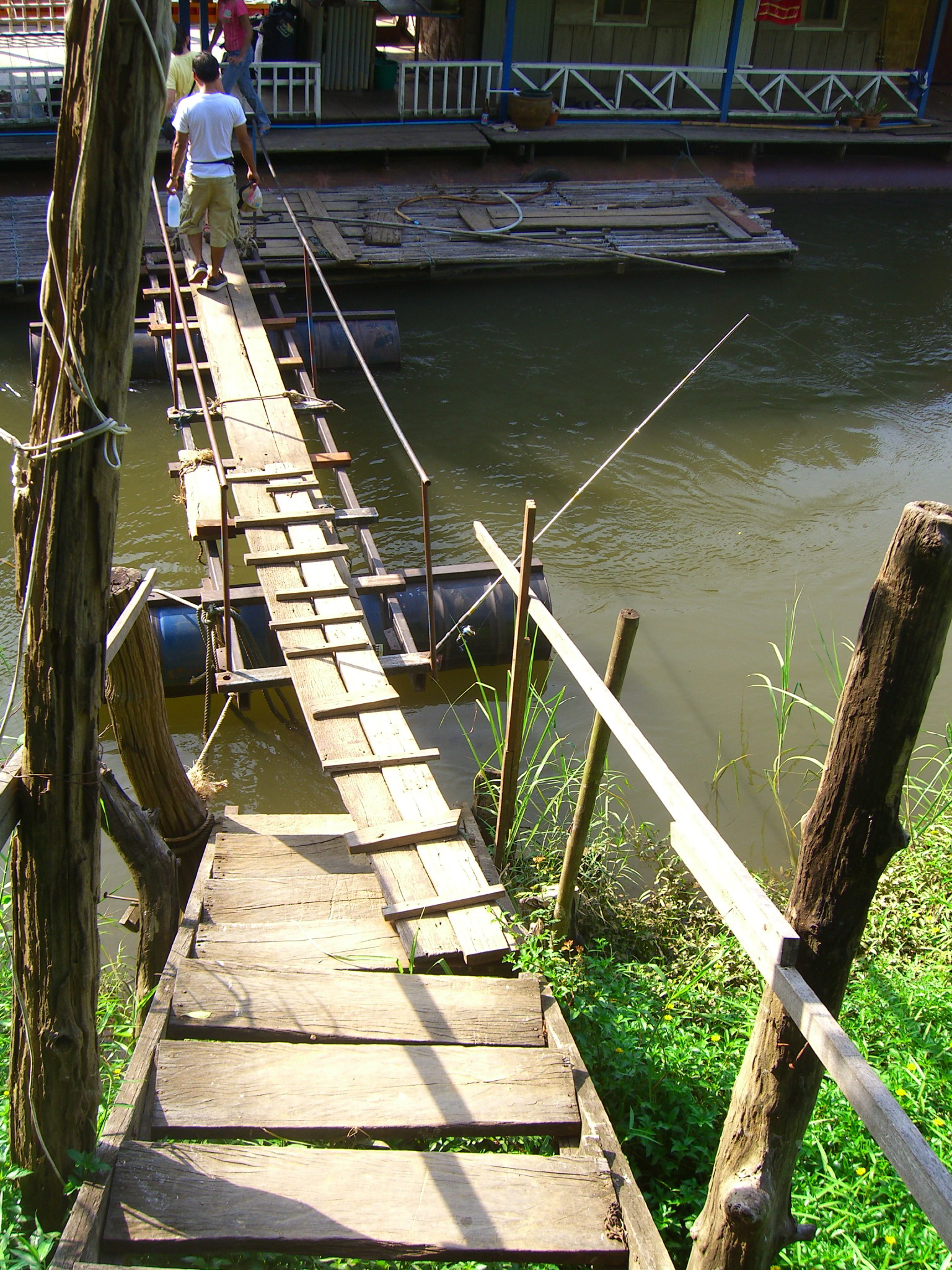
Palanca feta amb taulons

L'operació normal d'un molí fariner (el tipus més habitual de molí flotant) implica que els moliners han de poder pujar a bord i baixar quan convingui. Una altra exigència és que cal transportar els sacs de gra cap a la barca, des de terra, i descarregar la farina obtinguda cap a terra.
Si el molí-vaixell està ancorat lluny de la vora de riu, l'única opció és la de servir-se d'una barca auxiliar.
Si la posició del molí-barca és propera a la vora, i el conjunt pot considerar-se estable (i no sotmès a moviments extremats) hi ha una altra possibilitat: Emprar una palanca simple o múltiple, feta amb taulons que reposin sobre estaques clavades al fons del riu.

## Accidents
Des del principi, els molins flotants van causar problemes. Sovint es trencaven els seus amarratges durant les fortes inundacions o tempestes, de vegades portant gent a l'interior, i trencaven vaixells, molls, ponts o altres molins flotants. Podien quedar atrapats en l'arc d'un pont, fent de represa del riu i causant així que les aigües s'elevessin encara més. El gel flotant podia tenir conseqüències similars.
Els molins flotants no van ser construïts per a navegar, de manera que quan es deixaven anar estaven fora de control. Només podien navegar amb bon temps.
Fins i tot en condicions atmosfèriques normals, els molins flotants eren una amenaça, especialment per a la navegació d'altres vaixells. Un molí flotant requeria un ancoratge molt segur per tal d'evitar els accidents descrits anteriorment. En general, el mètode utilitzat va ser el clavar grans pals de fusta al llit del riu (sovint en angle i en aigües amunt) en els quals es fixaven les seves cadenes. Aquests pals eren un perill per a altres vaixells, sobretot quan el molí flotant s'havia traslladat a un altre lloc del riu i es deixaven els pals.

## Història

### L'origen
Existeix evidència històrica que el desenvolupament d'aquest tipus de molí data d'una enginyosa invenció de Vitruvi, un enginyer romà del segle i aC. Vitruvi descriu en el seu tractat «De Architectura Libro X» (vers 20 a.C) un hodòmetre en un vaixell que funcionava amb una roda hidràulica unida al casc del vaixell.
Durant el setge de Roma de 537, els gots van interrompre els subministraments a la població de Roma. En un intent de matar de fam als romans, els gots van tallar els 14 aqüeductes que subministraven aigua a la ciutat. Això no va privar als romans d'aigua potable a causa que el riu Tíber fluïa a través de la ciutat emmurallada, però l'aigua dels aqüeductes eren la font d'energia per als molins d'aigua que molien el gra per a la ciutat. No obstant això, el general romà d'Orient Belisari, que estava al càrrec de la defensa de la ciutat, va tenir la idea de crear vaixells-molins ancorats al riu Tíber. Aquests vaixells eren un tipus de molí d'aigua impulsats per les rodes hidràuliques muntades en els costats de vaixells amarrats al mig del corrent, amb preferència a prop de ponts on el corrent és més fort.
Aquest esdeveniment va ser descrit en detall per l'historiador contemporani Procopi: 
| «         | Quan l'aigua va ser tallada i els molins es van aturar, i el bestiar no podia moldre, la ciutat va ser privada d'aliments i difícilment es podien trobar cavalls per aquesta feina. Però Belisari, un home enginyós, va idear un remei per a l'angoixa. Per sota del pont sobre el Tíber va estendre cordes, ben subjectades a través del riu de riba a riba. Va fixar a les cordes dos vaixells de la mateixa mida, separats a dos peus de distància, en un punt on el corrent fluïa amb la major velocitat sota els arcs; va col·locar pedres de molí en una de les barques, i va posar una roda en l'espai d'aigua entre ells. També va idear, en certs intervals del riu, altres màquines de la mateixa classe, i aquestes es van posar en marxa per la força de l'aigua, i va ficar tants molins com van ser necessaris per a triturar els aliments per a la ciutat. | » |
| — Procopi | |   |

Després d'això, l'Imperi Romà no va durar molt més temps (els gots van prendre Roma en 562), però el molí flotant va romandre en ús durant uns 1400 anys mes, fins que l'últim va deixar de funcionar en la dècada de 1990. Cal destacar que, durant tots aquests segles, els molins flotants van variar poc. Els que encara es podien veure durant la segona meitat del segle xx eren molt similars als que es veuen en les il·lustracions de l'edat mitjana (han sobreviscut moltes imatges antigues de molins flotants).

### La distribució dels molins flotants a Europa

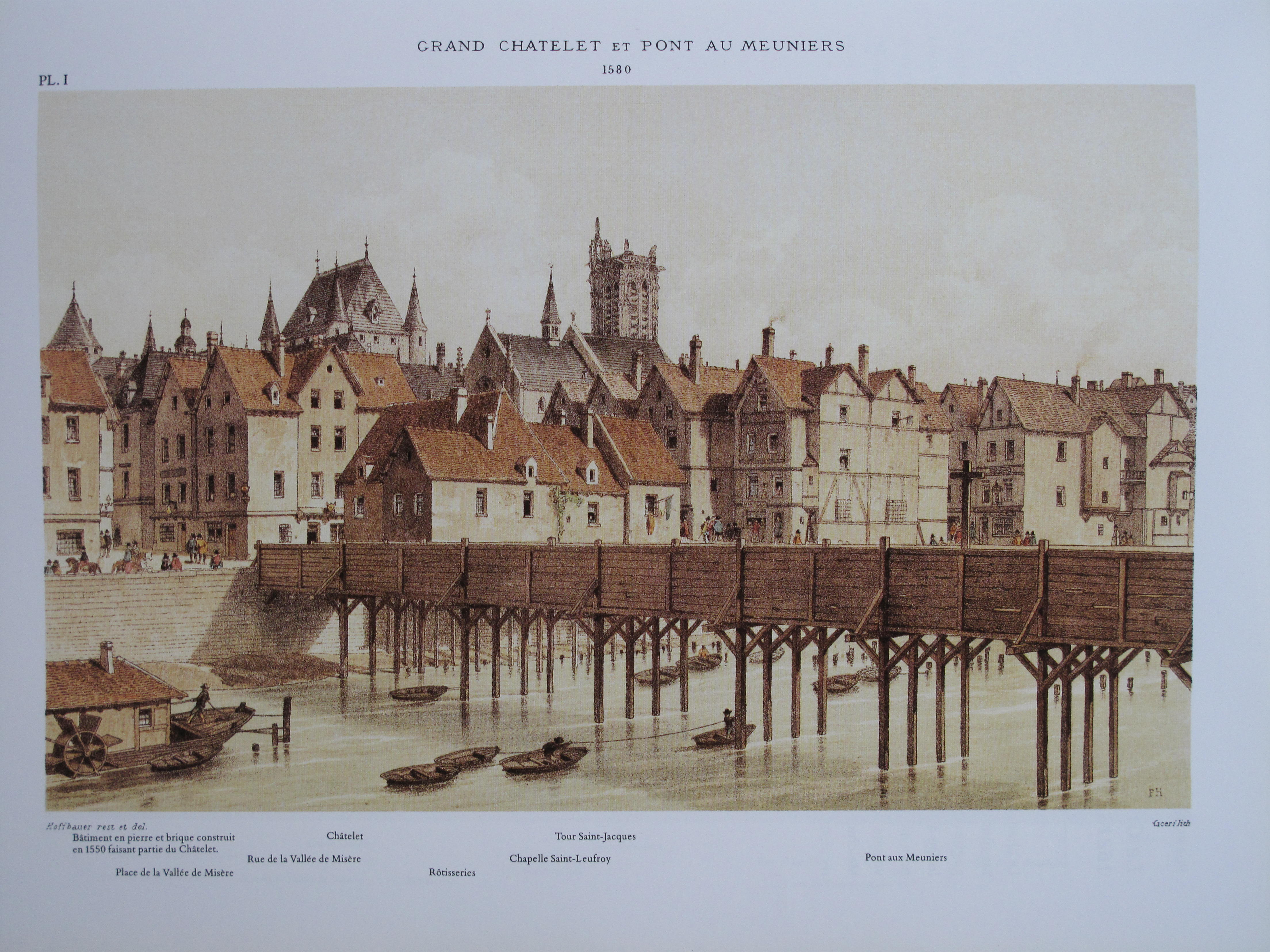
Molí flotant (inferior esquerra) al costat del Pont aux Meuniers, París (1580)

Després del seu èxit inicial a Roma, el molí flotant es va convertir en un element comú en el Tíber i ràpidament es va estendre per tot Europa. Van ser comuns en gran part d'Europa fins al segle xix, i alguns d'ells han sobreviscut fins als nostres dies.
Durant el segle vi van aparèixer a Suïssa (Ginebra, 563) i França (París, 556 i Dijon, c 575) en ràpida successió.. Durant el segle ix, van aparèixer molins flotants al Rin, a Estrasburg (França) i Magúncia (Alemanya). A la fi del segle x, que es van veure en el riu Kura, en Geòrgia. Van arribar a Venècia i els Balcans en el segle xi i a Espanya al segle xii.
En Tolosa (França), havien almenys 60 molins flotants sobre la Garona al segle xii que molien tot el gra de la ciutat. París comptava entre 70 i 80 molins flotants en un tram d'un kilòmetre i mig del Sena a l'any 1300. En 1493 hi havia 17 molins flotants al Roine, a Lió, que van augmentar a 20 el 1516 i a 27 el 1817.
En l'Elba, que flueix a través d'Alemanya i la República Txeca, havien 500 molins flotants. També hi va haver centenars de molins flotants al Danubi: 62 a Viena (Àustria), 88 a Budapest (Hongria) i una quantitat no especificada a Eslovàquia, Croàcia, Sèrbia, Bulgària i Romania. El Mura, un riu que flueix principalment a través d'Àustria i Eslovènia, tenia més de 90 molins flotants. Es poden veure molins flotants en els plans del segle xvii de Moscou. En la seva monografia de 2006, Daniela Gräf va poder trobar proves de gairebé 700 llocs específics, principalment al Sena, Loira, Garona, Roine, Rin, Weser, Elba, Oder, Danubi, Po i els seus afluents, on van existir en algun moment un o més molins flotants. De moment la quantitat total segueix sent desconeguda.
Però els molins flotants no van aparèixer per tot arreu; els escandinaus i els anglesos mai van adoptar aquesta idea. Els intents de construir-los al Tàmesi, a Londres, van fallar dues vegades en el segle xvi i una altra vegada al segle xvii; les raons per això no són ben conegudes. A Flandes i als Països Baixos, els molins flotants mai van guanyar popularitat; no hi va haver més d'una dotzena de molins flotants operatius entre el segle xv i xvii. En aquest cas la causa és clara: el cabal dels rius als Països Baixos és massa baix i, en general, l'energia de l'aigua va ser d'ús limitat. A més, es va utilitzar més els molins de vent a causa que la regió tenia bones condicions de vent.

### La distribució dels molins flotants fora d'Europa
Els molins flotants va aparèixer en el món islàmic a la fi del segle ix, en el qual es van emprar a gran escala al llarg dels rius Tigris i Eufrates, en Mossul (Iraq). Aquests grans molins flotants de ferro i fusta van ser equipats amb quatre moles i podien produir al voltant de 10 tones de farina de blat en 24 hores per al graner de Bagdad. Cada molí podia moldre el gra de al voltant de 25.000 persones, el que significa que eren necessaris al voltant de 60 d'ells per alimentar a 1.500.000 milions de persones que s'estima que llavors vivien en Bagdad. Com assenyala Terry Reynolds en el seu llibre, no es coneix en l'Europa d'aquella època una molta de gra mecanitzada d'aquella escala. En 1184, Ibn Jubayr descriu els molins flotants en la mateixa regió, al riu Khabur, que formaven, per dir-ho així, una presa. Amb la manca de registres, sembla que no es van estendre més enllà de l'Iran.
Joseph Needham va trobar referències dels molins flotants en la literatura xinesa a l'any 737 (quan les Ordenances de les vies fluvials del departament de Thang van prohibir molins flotants al riu i rierols prop de Luoyang com si fossin una cosa molt coneguda.), 1170, 1313, 1570, 1628 i 1637. En 1848, viatger Robert Fortune va trobar una colònia sencera dels molins flotants prop de Yenchow, al nord de Fujian. Heus aquí la seva descripció:
| « | El corrent és molt ràpid en moltes parts, tant que s'utilitza per fer girar les rodes hidràuliques que molen el gra i la pellofa d'arròs i altres tipus de grans. Al principi vaig pensar que es tractava d'un vaixell de vapor, i en gran mesura em va sorprendre. Una gran barcassa o vaixell estava fermament amarrat per la popa a un pal prop de la riba del riu, en una part on el corrent corria més ràpidament. Dues rodes, semblants a les paletes d'un vapor, estaven col·locades en els costats de l'embarcació i connectades amb un eix que passava per elles. El vaixell tenia un sostre per protegir-lo de la pluja. A mesura que vaig anar riu amunt, vaig trobar que les màquines d'aquesta descripció eren molt comunes. | » |

Al començament del segle xx, Worcester va fer plànols detallats d'enginyeria dels molins flotants en acció al voltant de la ciutat xinesa de Fouchow. Aquests tenien quatre rodes de paletes en dos eixos.

### La desaparició dels molins flotants

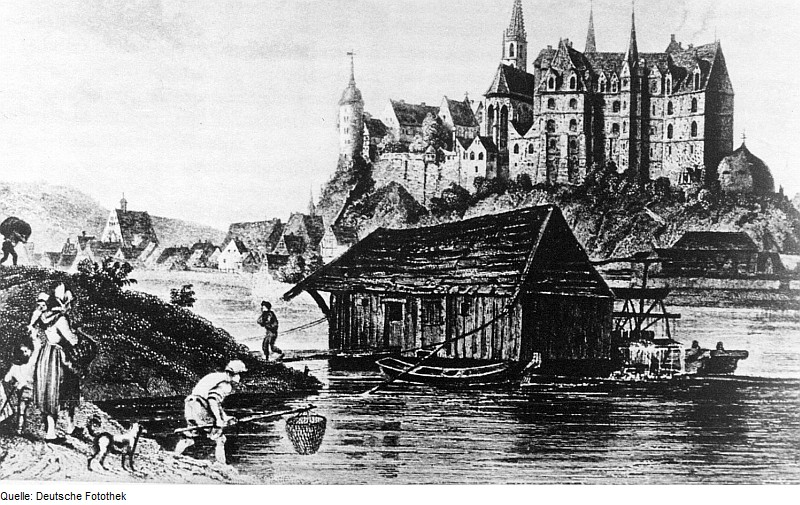
Molí flotant en Meißen, Alemanya (1840)

En algunes regions els molins flotants van desaparèixer amb força rapidesa. Els 60 molins flotants que es van instal·lar a Tolosa al segle xii van desaparèixer en menys d'un segle; van ser reemplaçats per tres preses en les quals es van erigir 43 molins hidràulics fixos. La major d'elles va ser la presa Bazacle, de 400 metres de llarg, que va estar en funcionament per 1177 i es va mantenir posteriorment com a planta d'energia hidroelèctrica. No obstant això, aquesta transició dràstica i primerenca sembla una excepció i no la norma.
Es van construir moltes més preses hidroelèctriques, i molts molins flotants van ser reemplaçats per molins de ponts o molins penjants, però en la majoria dels països europeus i en el Pròxim Orient, els molins flotants es van mantenir en ús fins ben entrat el 1800.
La majoria dels molins vaixell van deixar de funcionar entre 1770 i 1870, que no és una coincidència. Al voltant de 1780, van aparèixer els primers vaixells de vapor fluvials i la navegació fluvial es van fer cada vegada més important. L'ús de molins flotants va ser restringit per llei a Àustria en 1770 i a París en 1787. En 1868 es va prohibir la construcció de nous molins flotants en el Rin. En resposta a les estrictes regulacions a Eslovàquia al final del segle xix, alguns molins flotants van ser convertits en molins hidràulics fixos sobre pilons.
El 1800 hi havia només quatre molins flotants a París. Els últims molins flotants del Sena, el Loira i el Roine van desaparèixer, respectivament, el 1840, 1842 i 1894. L'últim molí flotant a Colònia va deixar de funcionar el 1847. A principi de 1800, només hi havia vint molins flotants actius al Tíber, que molien el gra per a una població de 158.000 persones; a final del segle xix va desaparèixer l'últim molí.
D'altra banda, Viena (Àustria) encara tenia 55 molins flotants el 1870. A la Xina es van utilitzar fins al final del segle xix.

### Els molins flotants alseglexx
Durant la dècada de 1900, encara es podien veure molins flotants a alguns rius. Durant la primera meitat del segle xx, encara es podien trobar molins flotants funcionant a Geòrgia (a Tbilisi funcionaven nou molins a 1909), República Txeca (Lovosice, 1911), França (al riu Doubs funcionaven tres molins el 1914), Iraq (a Tekhrit, on van ser utilitzats com a mínim fins a 1917), Itàlia (deu molins a Verona el 1914, i l'últim va deixar de funcionar el 1929), Turquia (1920), Alemanya (diversos llocs, fins a 1926), Japó (1933), Eslovàquia (1937), Hongria (Tisza, fins a 1940) i Àustria (Misseldorf, fins a 1945). A Bòsnia n'hi havia vint-i-set 27 en 1950, i l'últim va desaparèixer el 1966. El 1957 encara funcionaven 35 molins flotants a Romania, i 8 d'ells encara estaven treballant en 1968. Finalment, l'historiador francès Claude Rivet va trobar un molí flotant treballant al riu Morava, a Kuklijn (Sèrbia) el 1990, que va deixar de funcionar poc després.
Des de llavors, s'han construït al voltant d'una dotzena de reconstruccions.

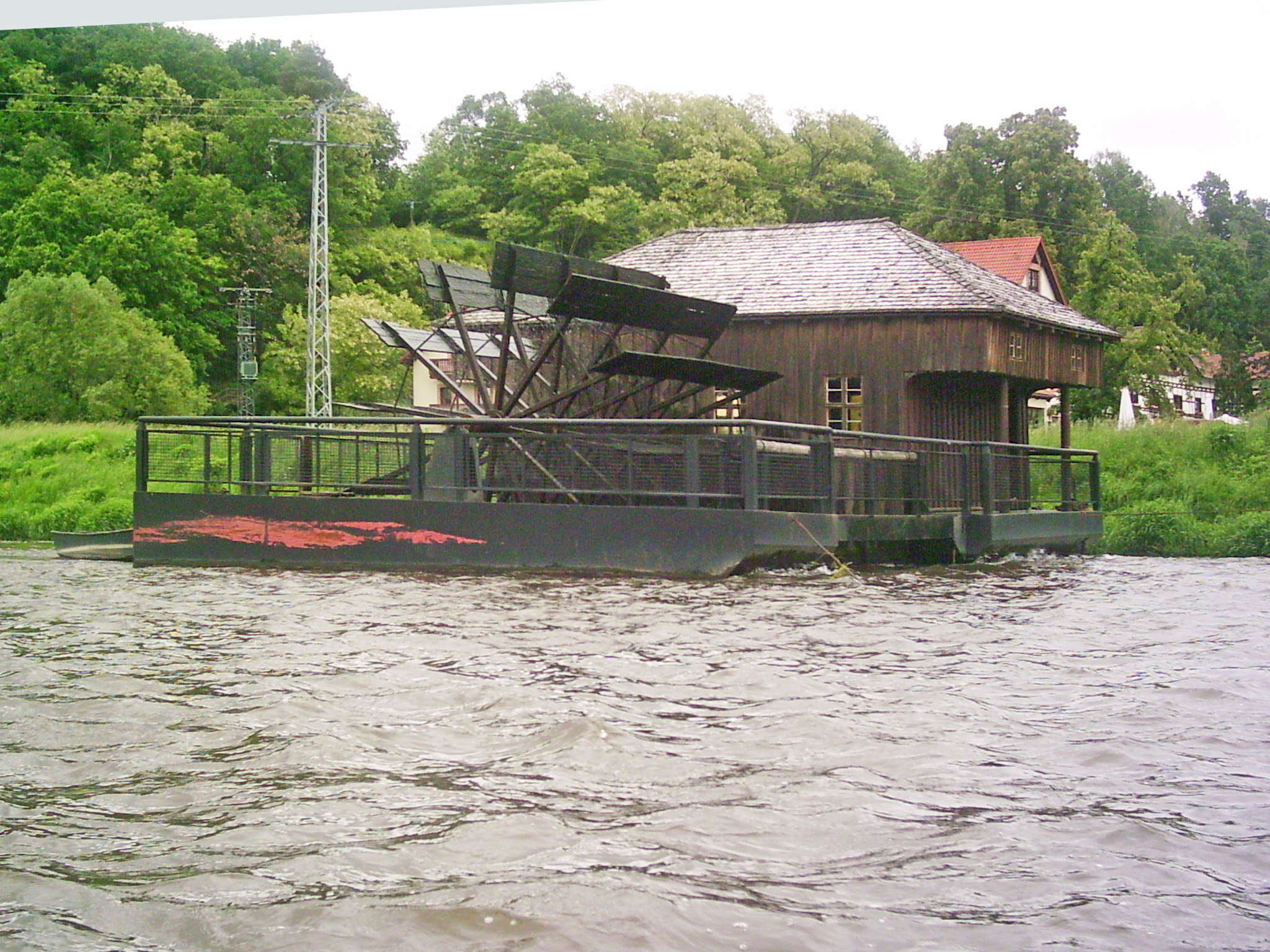
Molí flotant en Höfgen, Grimma (Alemanya)
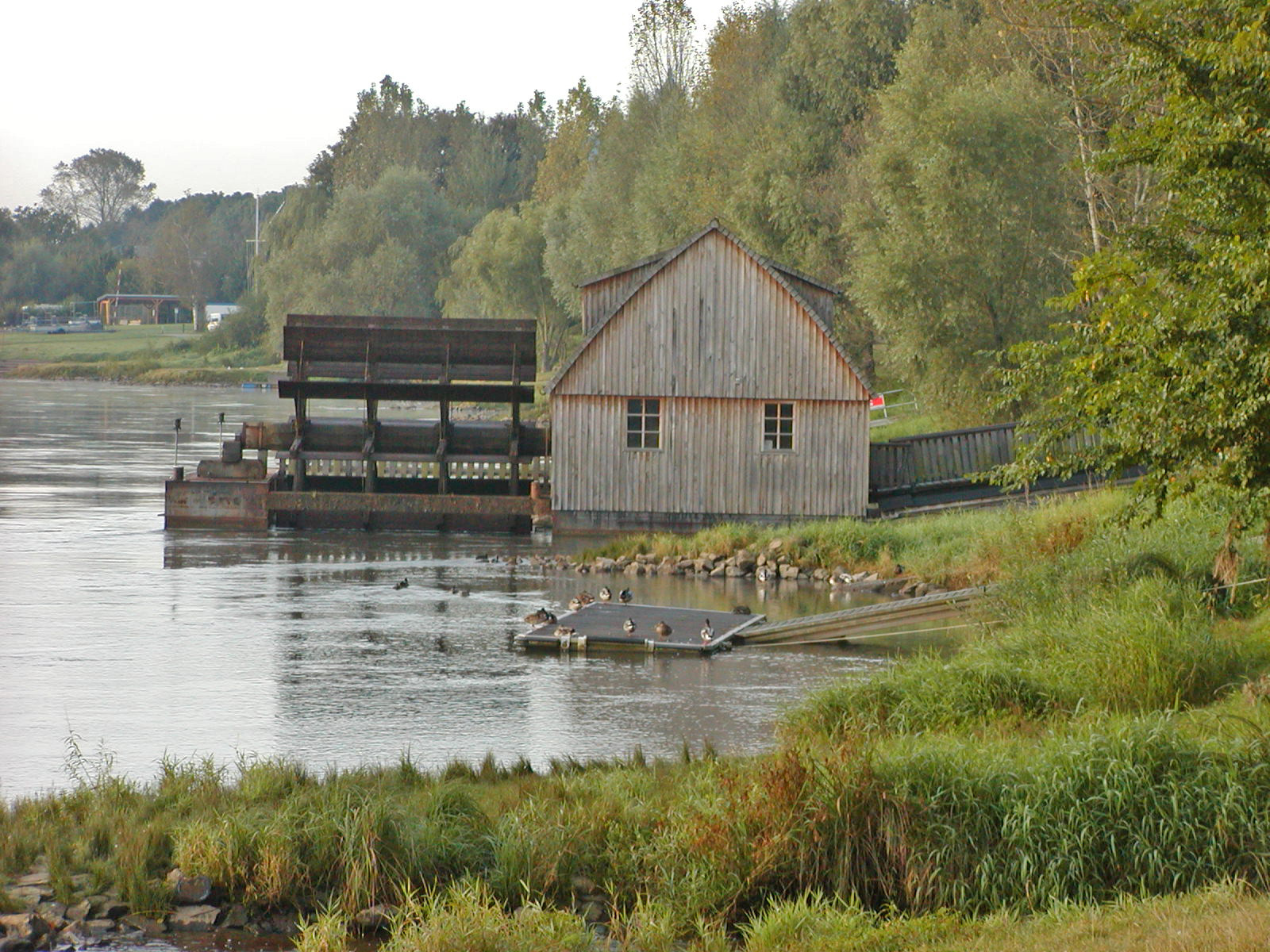
Molí flotant en el riu Weser, prop de Minden (Alemanya)
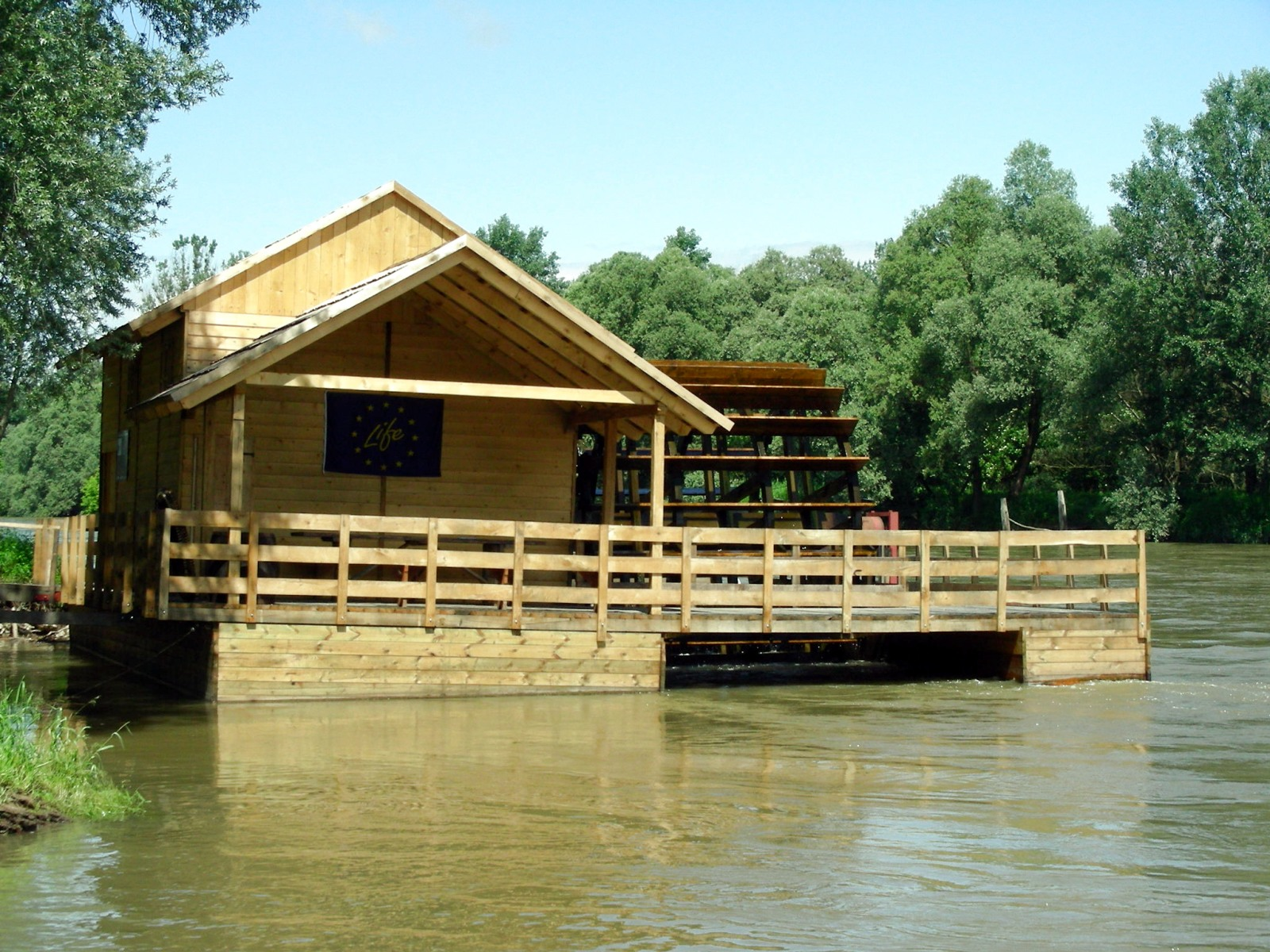
Molí flotant al riu Mura, en Mursko Središće (Croàcia)
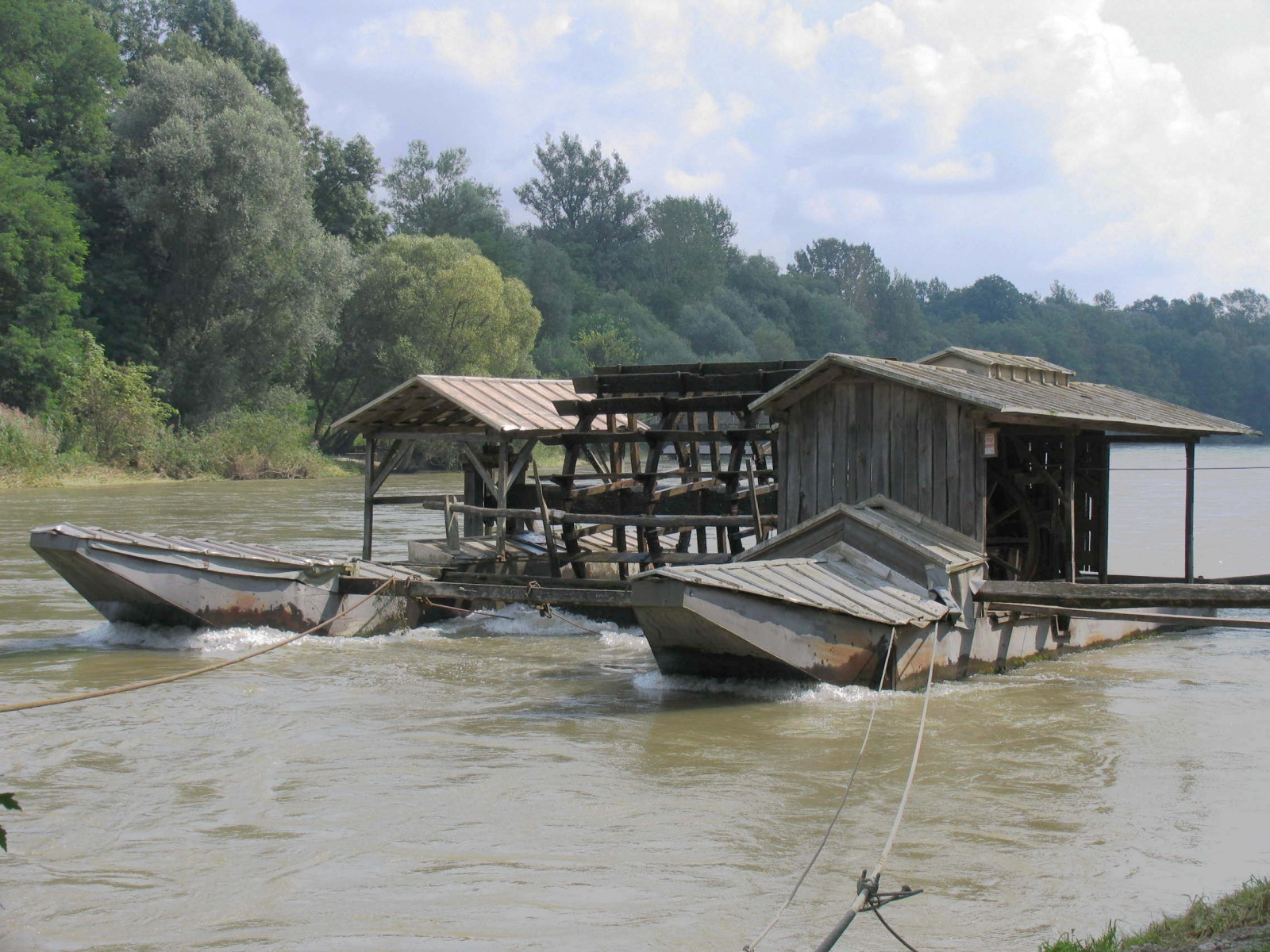
Molí flotant en el riu Mura, prop de Veržej (Eslovènia)

També hi ha molins flotants en terra, com monuments.

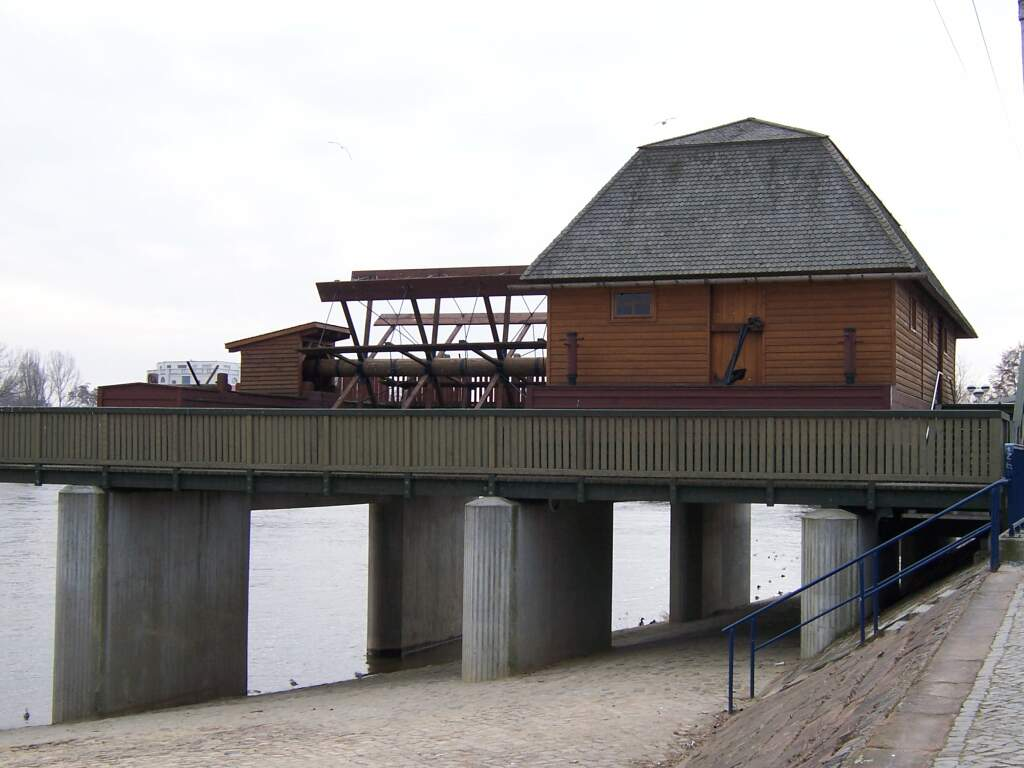
Molí flotant en Magdeburg (Alemanya)
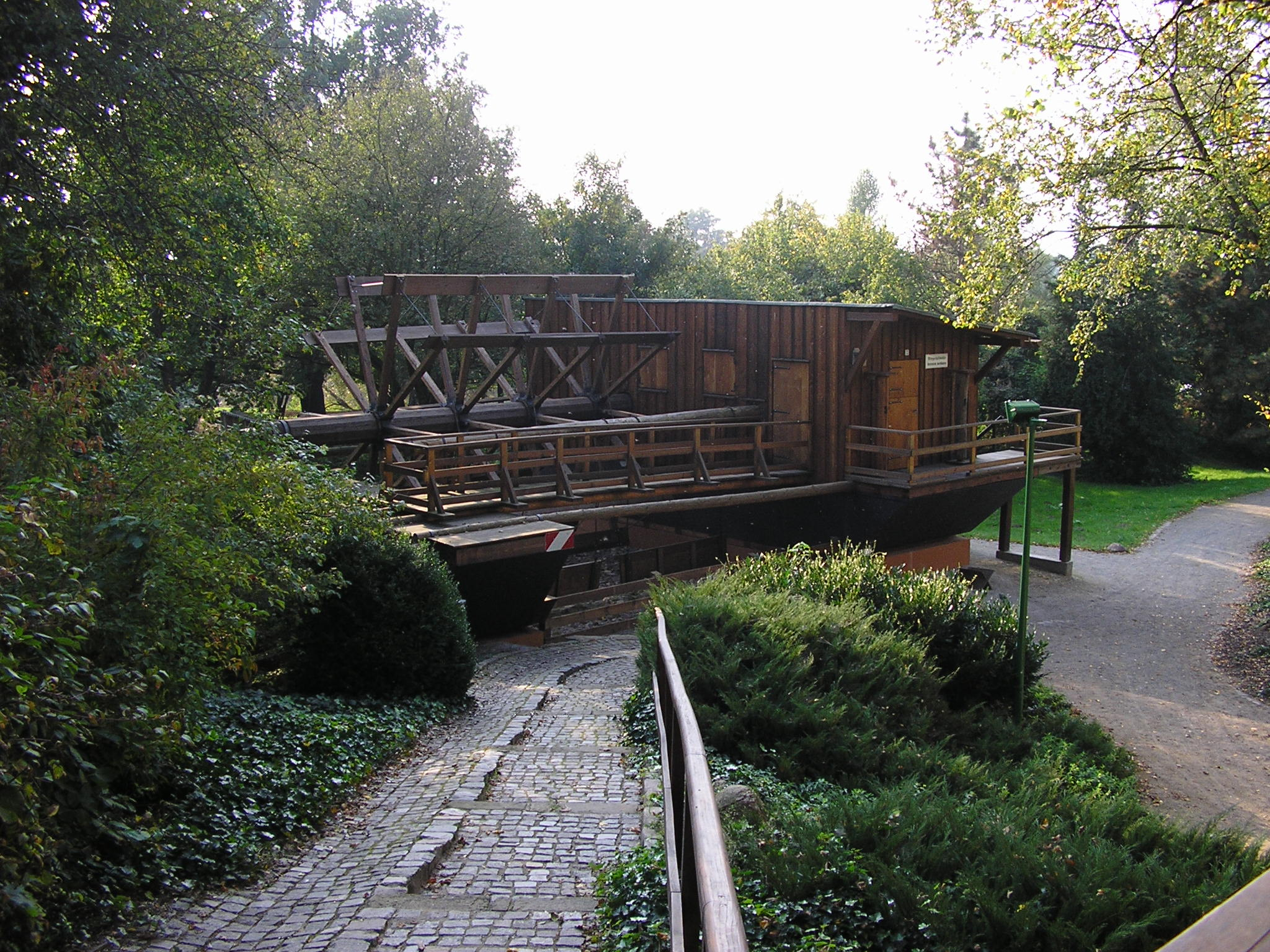
Molí flotant en Bad Düben (Alemanya)

## Evolucions

### Moli de marea
Els molins flotants també van obrir la possibilitat d'obtenir energia en les zones costaneres i estuaris, ja que podien ser utilitzats com a molins de marea. El primer va ser descrit en el 960 i es trobava en un canal de Bàssora, al sud de l'Iraq. Podria ser que els molins flotants de Venècia fossin els primers molins de marea, encara que no se sap del cert.
Quan s'utilitza un molí flotant com a molí de marea, les seves rodes són empeses en una direcció quan la marea puja, i en l'altra direcció quan la marea baixa. No podien ser utilitzats més de 10 hores per dia. Molt pocs d'ells van ser construïts - preses i embassaments de marea hi havia opcions més comunes per a collir energia de les marees.

### Molí de pont
Els moliners francesos medievals van aprendre ràpidament que l'eficàcia dels molins flotants s'incrementava quan estaven ancorats o amarrats prop de les illes, bancs de sorra o estructures fetes per l'home (en particular els ponts). Els molls amplis i les obertures d'arc curtes dels ponts medievals augmentaven en gran manera la velocitat del corrent en aquests llocs, i la col·locació d'un molí flotant per sota dels arcs d'un pont o just aigües avall d'ells va convertir en una pràctica molt popular durant l'edat mitjana. Reynolds assenyala que quan va ser destruït el «Grand Pont» a la fi del segle xiii, un pont de maçoneria a París on estaven ubicats sota els seus arcs més d'una dotzena de molins flotants, van ser els amos dels molins que ràpidament van construir un altre (de fusta) i van bastir un pont per a facilitar les operacions dels seus molins flotants.
D'aquesta pràctica va arribar l'evolució del molí de pont, que probablement va aparèixer al segle xii (la primera descripció prové de Còrdova, Espanya). Els molins de pont no suren; van ser construïts com a part d'un pont amb la maquinària de molta construïda a la part superior del pont. A diferència dels molins flotants, requereix un mecanisme per alterar la posició de la roda (per alçar-la o baixar-la) per a quan canvia el nivell d'aigua.
En la majoria dels casos, el molí es penjava des del pont amb cadenes que es podien ajustar mitjançant una disposició de cabrestants o una cinta rodant. Els molins de pont tenien comportes per controlar el flux d'aigua i per protegir la roda d'objectes flotants a la deriva. A partir del segle xvi, els molins de pont van reemplaçar un bon nombre de molins flotants.

### Presa hidroelèctrica
El molí de pont va ser un pas intermedi en el procés d'adaptació de la roda hidràulica a grans rius, que va culminar en la presa hidroelèctrica que coneixem avui en dia, tal com es descriu per Terry Reynolds en el seu estudi sobre la història de la roda vertical:
| «                 | La presa hidroelèctrica i el seu adjunt, el canal d'alimentació, presumiblement ha evolucionat del molí flotant i el molí de pont. El molí flotant va ser un intent d'adaptar la roda vertical al flux natural de les rieres. El molí de pont va ser un pas més enllà en aquesta direcció, però també havia demostrat que les condicions naturals de flux es podien millorar significativament amb artificis humans. En un sentit, el pont de riu medieval, quan es combina amb qualsevol dels molins flotants o molins de pont, és una forma primitiva de presa hidroelèctrica, un pas intermedi entre el molí flotant sense ajuda i la presa hidroelèctrica a gran escala. Les preses hidroelèctriques s'han dissenyat intencionalment i els canals d'energia amb freqüència associats amb elles, però, van fer un pas més. El molí flotant i, en menor mesura el molí de pont, havien adaptat la roda d'aigua a les condicions dels corrents naturals. La presa hidroelèctrica va fer al revés. va adaptar el corrent a la roda d'aigua. | » |
| — Terry Reynolds. | |   |

### Molí en suspensió
Una variant del molí de pont va ser el molí en suspensió o molí penjat, que no era un molí suspès d'un pont, sinó una estructura especialment dissenyada. Aquests molins van treballar de manera similar però no oferien tots els avantatges del molí de pont; les despeses eren més altes i es requerien vaixells per accedir-hi. El que tenia en comú amb el molí flotant era la seva potència de sortida relativament alta, ja que podia suportar múltiples rodes hidràuliques i podien ser molt més grans que els molins flotants.
Se sap poc sobre aquests molins en suspensió, i la majoria de les dades disponibles es limita a França (el «moulin pendant» situat en Châtres encara estava treballant en 1910). Es van construir tres grans molins sobre el Sena, a París, durant el segle xvii. Es van encarregar del subministrament d'aigua per a la ciutat bombant aigua del riu. El «Pompe du Samaritaine» va ser construït el 1608 i el «Pompe du Pont Notre Dame» (que en realitat consistia en dos molins penjats amb una torre d'aigua al mig) va ser construït el 1670, després d'una greu escassetat d'aigua. Tenien una potència de sortida, respectivament, de 8,7 i 18,6 HP. La Pompe du Pont Notre Dame, que va ser demolit en la segona meitat del segle xix, apareix representat, surant just per darrere del pont, en un quadre de J. B. Raguenet de 1756.
A partir del segle xvi es van construir grans molins en suspensió (d'un tipus diferent) fora de França, sobretot a Alemanya (on van ser anomenats «Panstermühlen»). Beyer descriu un amb múltiples rodes que tenia 27 metres de llarg, 15 metres d'ample i 18 metres d'altura. Va ser construït a la vora del riu, però al contrari d'un molí d'aigua fix convencional les seves rodes es poden moure cap amunt i cap avall. Al segle xix, va aparèixer un altre tipus de molí penjat a Romania i Polònia (l' «Alvan»).
També es van construir molins en suspensió a l'Extrem Orient a partir del segle xv en endavant. En una monografia de Broes es descriu un molí en suspensió al Japó que el seu eix s'eleva de l'aigua per mitjà d'una palanca.

## Tractats especialitzats sobre molins
Essent els molins màquines d'una gran utilitat, en el seu estudi històric és imprescindible la consulta d'algunes obres tècniques de referència. En aquest sentit, el molins flotants són un cas particular dels molins hidràulics en general.
- Vitruvi.[29]
- El cosmògraf i enginyer tarragoní Jeroni Girava escrigué un tractat molt complet sobre molins de vent i hidràulics: Declaración del uso y fábrica de los instrumentos de agua, molinos y otras cosas.
  - Aquesta obra fou molt elogiada per Girolamo Cardano, que l'havia vist a Milan.[30][31][32]
  - L'arquitecte Juan de Herrera  en tenia un exemplar a la seva biblioteca.[33]
  - Actualment es considera perduda.
- Los veintiún libros de los ingenios y máquinas.[34]
  - La part que tracta dels molins flotants és al “Tomo III”, a les pàgines 74, 75, 76 i 77. L'obra parla de tres menes de molins flotants: d'una barca, de dos i de tres barques.
  - Aquesta obra anònima fou atribuïda tradicionalment a Juanelo Turriano
  - Segons hipòtesi de Nicolás García Tapia, Pedro Juan de Lastanosa podria ser l'autor de  Los veintiún libros de los ingenios y de las máquinas, conegut com el Pseudo-Juanelo Turriano, un manuscrit perdut del XVI del qual se'n conserven tres còpies i que tracta fonamentalment sobre enginyeria hidràulica.
  - Segons altres opinions, l'origen dels tres manuscrits seria un original manuscrit de Jeroni Girava.[35]
- 1739. Architecture Hydraulique, ou l'art de conduire, d'elever, et de menager les eaux. Bernard Forest de Bélidor.[36]
- 1790. Manuel du meunier, et du constructeur de moulins à l'eau et à grains. César Bucquet, Edme Béguillet.[37]
- 1819. Traité complet de mécanique appliquée aux arts. J.A. Borgnis.[38]
- 1834. Traité d'hydraulique, à l'usage des ingénieurs. Jean François d' AUBUISSON DE VOISINS.[39]
- 1844. Traité pratique des moteurs hydrauliques et à vapeur. Ouvrage terminé par la description des moulins à blé. Armengaud (aîné, Jacques-Eugène).[40]
- 1871. Treatise on Mills and Millwork: On the principles of mechanism and on prime movers. William Fairbairn.[41]